# Бастид де Журдан
Бастид де Журдан (фр. Bastide-des-Jourdans) насеље је и општина у Француској у региону Прованса-Алпи-Азурна обала, у департману Воклиз која припада префектури Апт.
По подацима из 2011. године у општини је живело 1.318 становника, а густина насељености је износила 47,51 становника/km². Општина се простире на површини од 27,74 km². Налази се на средњој надморској висини од 400 метара (максималној 725 m, а минималној 348 m).

## Демографија
| 1962. | 1968. | 1975. | 1982. | 1990. | 1999. | 2011. |
| ----- | ----- | ----- | ----- | ----- | ----- | ----- |
| 471   | 522   | 540   | 597   | 814   | 964   | 1.318 |

График промене броја становника у току последњих година